# Quinto Minúcio Esquilino Augurino
Quinto Minúcio Esquilino Augurino (em latim: Quintus Minutius Esquilinus Augurinus) foi um político da gente Minúcia nos primeiros anos da República Romana eleito cônsul em 457 a.C. com Caio Horácio Púlvilo. 

## Consulado
Quinto Minúcio foi eleito em 457 a.C. com Caio Horácio Púlvilo. Aparentemente foi um marcado pela longa disputa entre patrícios e plebeus, entre cônsules e os tribunos da plebe, depois da aprovação da Lex Terentilia, proposta pelos tribunos e derrotada pelos senadores. Mas a notícia de uma invasão dos sabinos e équos em território romano restaurou a concórdia entre as duas partes, que concordaram em nomear dez tribunos da plebe, dois para cada classe, ao invés dos dois que eram eleitos até então.
A Minúcio foi confiada a tarefa de enfrentar os sabinos enquanto Horácio enfrentava os équos, que, pela enésima vez, foram derrotados perto do monte Algido, em Ortona e Corbio, que foi arrasada para não cair nas mãos inimigas.